# Mindanaia latifasciata
Mindanaia latifasciata är en tvåvingeart som beskrevs av Malloch 1931. Mindanaia latifasciata ingår i släktet Mindanaia och familjen bredmunsflugor. Inga underarter finns listade i Catalogue of Life.